# Meester van Marguerite d'Orléans

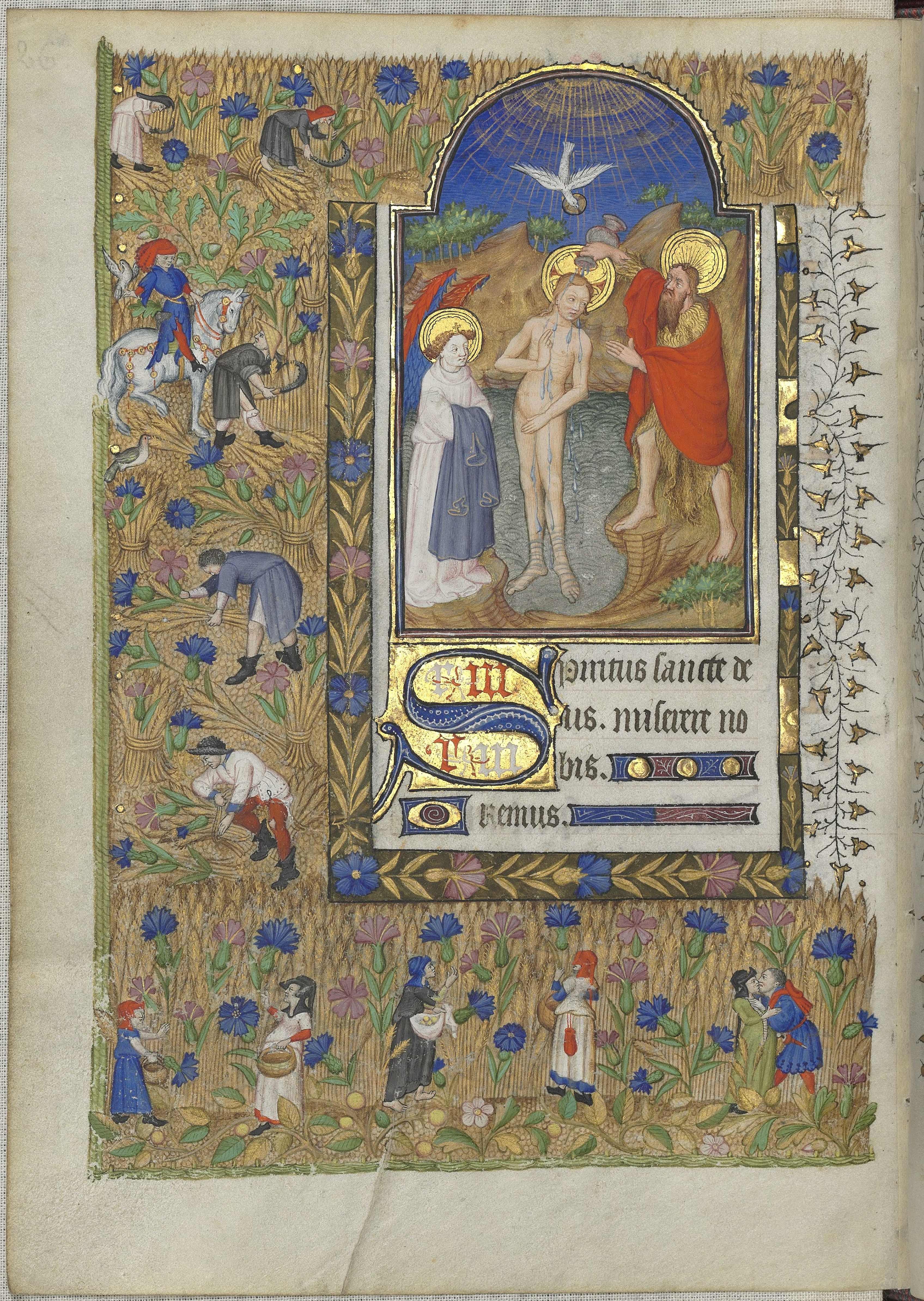
Getijden van Marguerite d'Orléans, doopsel van Christus.

De Meester van Marguerite d'Orléans is een anonieme miniaturist die actief was tussen 1428 en 1465 in Bourges, Rennes en Poitiers. Hij kreeg zijn noodnaam naar een getijdenboek, gedeeltelijk van zijn hand, dat toebehoord zou hebben aan Marguerite d'Orléans.

## Biografie
Het was Jean Porcher, bibliothecaris bij de Bibliothèque nationale de France, die voor het eerst deze meester opmerkte. In 1991 wijdde Eberhard König een belangrijke studie aan het getijdenboek en aan de anonieme artiest. Hij reconstrueerde de loopbaan van de kunstenaar aan de hand van de werken die hij verluchte.
Volgens König kreeg deze meester zijn opleiding in Parijs in de omgeving van de Boucicaut-meester. Hij vestigde zich daarna in Bourges waar hij het werk van de Gebroeders Van Lymborgh zou leren kennen hebben. In Bourges voltooide hij een aantal opdrachten. Hij verluchtte er een exemplaar van de Grandes Chroniques de France in opdracht van de dauphin Karel VII (BnF, Fr.2605). Een ander werk dat hij in Bourges zou gerealiseerd hebben in opdracht van admiraal Prigent de Coëtivy was een exemplaar van de Des cas des nobles hommes et femmes van Giovanni Boccaccio (Musée Condé, Chantilly, Ms.858). Daarnaast zou hij voor een handelaar in de stad nog illustraties in penwerk, opgehoogd met aquarel, gemaakt hebben, in een Livre des secrets de l'histoire naturelle. (BnF, Fr.1377-1379).
Vervolgens gaat hij naar Rennes waar hij omstreeks 1430 zijn meesterwerk produceert, de getijden van de Marguerite d'Orléans (BnF, Latin 1156B). De miniatuurkunst in Rennes werd diepgaand beïnvloed door dit werk, de composities ervan zullen als model gebruikt worden door verschillende meesters uit deze stad waarbij onder meer de meester van de getijden van Catherine de Rohan en van Françoise de Dinan en de meester van de Ms. 221 van de Walters Art Gallery in Baltimore.
Daarna vestigde hij zich in Poitiers. Hij maakte alleszins een getijdenboek naar het gebruik van Poitiers (Vaticaanse Bibliotheek Rossiano 119) en een tweede getijdenboek dat hij zou gemaakt hebben, maar dat onvolledig bleef, en dat later tussen 1450 en 1460 door de meester van de getijden van Adelaïde van Savoye, die in Poitiers gevestigd was, werd afgewerkt. Ook het laatste getijdenboek dat volgens François Avril aan de meester kan worden toegeschreven, de getijden van Marie de Rieux, zou in Poitiers gemaakt zijn. Ook zijn laatste werk, de Grandes Chroniques de France, van Châteauroux zou gemaakt zijn in Poitiers in samenwerking met de miniaturist die in 1450 een Arbre des batailles maakte voor de konstabel Arthur de Richemont.

## Bijzonderste toegewezen werken
- De Grandes Chroniques de France, vermoedelijk in opdracht van dauphin Karel VII, BnF, Fr.2605
- Le Livre des cas des nobles hommes et femmes van Giovanni Boccaccio, voor admiraal Prigent de Coëtivy, Musée Condé, Chantilly, Ms.858
- Livre des secrets de l'histoire naturelle, 1428, BnF, Fr.1377-1379
- Getijden naar het gebruik van Angers, 1429, Zwitserse privéverzameling[3]
- Getijden van Marguerite d'Orléans, 1429-1430, BnF, Latin 1156B
- Getijdenboek naar het gebruik van Poitiers, Vaticaanse Bibliotheek, Rossiano 119
- Getijdenboek naar het gebruik van Parijs, afgewerkt door de meester van Adélaïde de Savoie, 1440-1450, BnF Rothschild 2534
- Getijdenboek van Marie de Rieux, een geschenk voor haar huwelijk met Louis d’Amboise, 1450, opgedeeld en bewaard in: BnF, Latin 1170, Gemeentelijke bibliotheek van Tours, ms. 217, de National Library of Scotland in Edinburgh (Blairs deposit ms 32) en de Morgan Library & Museum (M.190)[4]
- De Grandes Chroniques de France, Gemeentelijke bibliotheek van Châteauroux (Ms.5) en prentenkabinet van de BnF Add.133

## Stijlkenmerken
De Meester van Marguerite d'Orléans schilderde in de stijl van de meesters waarbij hij zijn opleiding kreeg. Zoals de Boucicaut-meester was hij een van de meesters van de internationale gotiek of hoofse stijl. Hij bleef gedurende zijn ganse loopbaan trouw aan die stijl. De meester gebruikte modellen gebaseerd op het werk van de Boucicaut-meester en van de gebroeders van Lymborgh, zonder in plagiaat te vervallen, maar hij had ook een uitgebreide verzameling eigen modellen. De technische uitvoering van zijn miniaturen bleef constant doorheen zijn carrière, hoewel zijn miniaturen zwaarder werden in zijn laatste werken. De prachtige levendige scènes waarmee hij de marges versierde in het getijdenboek dat hij maakte voor Marguerite d'Orléans werden door verschillende miniaturisten in West-Frankrijk geïmiteerd, maar geen enkele bereikte hetzelfde niveau.